# Lexicon Gregorianum
Das Lexicon Gregorianum ist ein Spezialwörterbuch zu dem Kirchenvater Gregor von Nyssa in neun Bänden, das von der Forschungsstelle Gregor von Nyssa an der Westfälischen Wilhelms-Universität Münster unter Leitung von Wolf-Dieter Hauschild herausgegeben wurde. Bearbeiter ist Friedhelm Mann. Aufgrund seiner lexikographischen Qualität ist es jedoch zugleich das neueste und umfangreichste Wörterbuch des spätantiken und christlichen Altgriechisch.

## Bibliographie
- Lexicon Gregorianum. Bearbeitet von Friedhelm Mann. Herausgegeben von der Forschungsstelle Gregor von Nyssa an der Westfälischen Wilhelms-Universität unter Leitung von Wolf-Dieter Hauschild (neun Bände Wörterbuch und ein Band Nomina propria). Leiden, Boston, Köln: Brill 1999–2013.

## Rezensionen
- Basil Studer, in: Augustinianum 40, 2000, S. 577–580.
- Anthony Meredith, in: Journal of Theological Studies 52, 2001, S. 370–371, (online). – (zu Bd. I-II)
- Johan Leemans, in: Vigiliae Christianae 56, 2002, S. 300–305, (online). – (zu Bd. I-III)
- Lucian Turcescu, in: Journal of Early Christian Studies 10, 2002, S. 531–533, (online). – (zu Bd. I-II)
- Bernard Sesboüé: Bulletin de Théologie Patristique Grecque, in: Recherches de Science Religieuse 90, 2002, S. 268–269, (online). – (zu Bd. I-II)
- Bernard Sesboüé: Bulletin de Théologie Patristique Grecque, in: Recherches de Science Religieuse 93, 2005, S. 68–70, (online). – (zu Bd. III-V)
- Johan Leemans, in: Vigiliae Christianae 58, 2004, S. 218–220, (online) (PDF; 373 kB). – (zu Bd. IV-V)
- Erich Trapp, in: Byzantinische Zeitschrift 97, 2005, S. 604–606, (online) – (zu Bd. I-IV)